# 페드루 제루메우
페드루 투눈 제루메우(Pedro Tonon Geromel, 1985년 9월 21일, 상파울루 ~)는 브라질의 전축구 선수로, 과거 센터백으로 활약했다.

## 축구 경력
상파울루 출신으로, 제루멜은 SE 파우메이라스와 GD 샤베스를 거쳐 18세의 나이로 포르투갈로 건너갔다. 그는 2003-04 시즌에 GD 샤베스 소속으로 이 북부 클럽이 속한 브라질 2부리그에서 데뷔전을 치렀다.
제루멜의 성과는 포르투갈 1부 리그의 비토리아 SC의 관심을 받았다. 기마랑이스 소속으로, 그는 SC 브라가와의 경기에서 데뷔하였고, 팀은 0-2로 패하였다. 그는 논란이 없는 주전 자리를 꿰찼고, 이 미뉴를 연고로 하는 클럽은 2부리그에서 1부리그로 승격하고 2시즌만에 UEFA 챔피언스리그 예선 진출을 이룩하였다.
온라인 투표에서, 제루멜은 FC 포르투의 리산드로 로페스와 루초 곤살레스를 제치고 2007-08 시즌의 포르투갈 리그 선수가 되었다. 2008년 6월 30일, 그는 독일 분데스리가으로 갓 승격된 1. FC 쾰른으로 이적하였다.
쾰른에서도 초반에 주전 자리를 꿰찼고, 제루멜은 처음 2년간 인상적인 활약을 펼쳤으며, 라 리가의 강호 레알 마드리드 CF는 그에 관심을 가지기도 하였다.